# White Chicks
White Chicks er en amerikansk filmkomedie fra 2004 instrueret af Keenen Ivory Wayans, som også har produceret og skrevet filmen sammen med sine yngre brødre Shawn Wayans og Marlon Wayans der spiller hovedrollerne.

## Rolliste (udvalgt)
- Shawn Wayans – Kevin Copeland
- Marlon Wayans – Marcus Copeland
- Frankie Faison – Section Chief Elliott Gordon
- John Heard – Warren Vandergeld
- Busy Philipps – Karen
- Jessica Clauffel – Tori
- Jennifer Carpenter – Lisa
- Maitland Ward – Brittany Wilson
- Anne Dudek – Tiffany Wilson
- Faune Chambers – Gina
- Terry Crews – Latrell Spencer
- Jaime King – Heather Vandergeld
- Brittany Daniels – Megan Vandergeld
- Lochlyn Munro – Agent Jake Harper
- Eddie Velez – Agent Vincent Gomez
- John Reardon – Heath
- Steven Grayhm – Russ
- Rochelle Aytes – Denise Porter
- Casey Lee – Tony